# Jörg Detjen

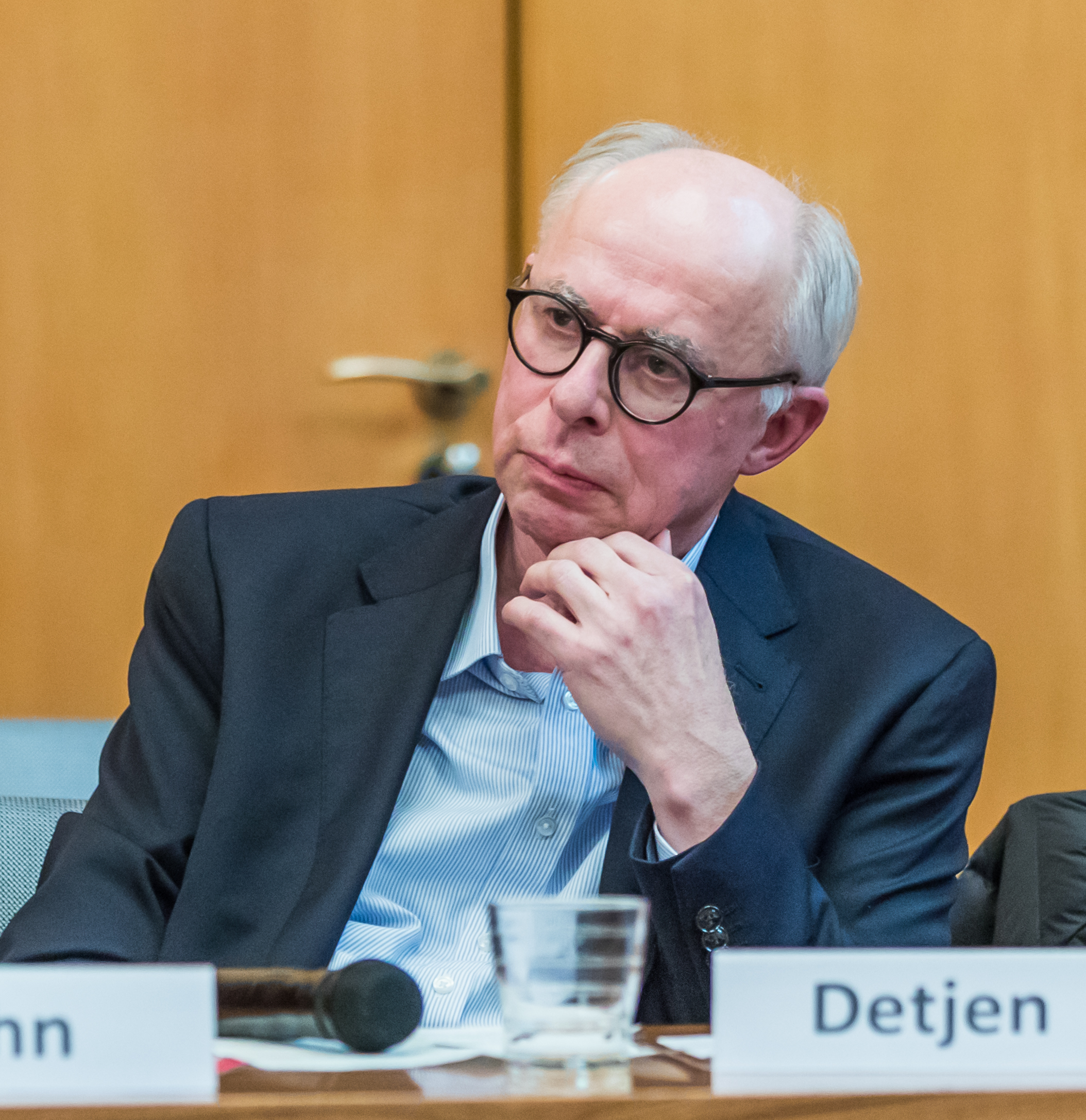
Jörg Detjen 2019

Jörg Christian Detjen (* 3. August 1953 in Schwerin) ist ein Kölner Kommunalpolitiker. Er ist seit 1999 für die PDS bzw. Die Linke Mitglied des Rats der Stadt Köln.

## Leben

### Berufliches
Detjen wuchs in Osnabrück auf und absolvierte nach seinem Schulabschluss dort eine Ausbildung zum Drucker. In den Jahren danach war er an verschiedenen Orten in diesem Beruf tätig. Seit 1980 lebt er in Köln, wo er eine zweite Ausbildung zum Verlagskaufmann machte.

### Engagement in K-Gruppen
Detjen gehörte dem 1973 gegründeten Kommunistischen Bund Westdeutschland (KBW) als „Sekretär der Ortsleitung Osnabrück“  an und war Mitglied des Zentralen Komitees (ZK) des KBW. Er kandidierte mehrmals für den KBW bei Wahlen in verschiedenen Wahlkreisen und auf Platz 1 der Landesliste Niedersachsen, so zur Bundestagswahl 1976 im Wahlkreis 33 Osnabrück und bei der Bundestagswahl 1980 im Wahlkreis 36 Stadt Hannover I. Bei der Spaltung des KBW im Sommer 1980 stand er auf der Seite der Fraktion um Martin Fochler, die im Spätsommer den Bund Westdeutscher Kommunisten (BWK) gründete. Von 1980 bis 1995 war er Geschäftsführer des Zentralen Komitees des BWK. Ab 1980 war er Angestellter, ab 1994 Geschäftsführer des BWK-Parteiverlages GNN.

### Lokalpolitiker und Ratsherr in Köln
Seit 1992 Jahre ist Detjen Mitglied der PDS bzw. deren Nachfolgerin Die Linke, für die er seit 1999 mit einem Sitz Rat der Stadt Köln vertreten ist. Seit 2005 war er Vorsitzender der Fraktion Die Linke, die zeitweise eng mit dem rot-grünen Ratsbündnis zusammen arbeitete.
2005 trat er außerdem als Kandidat im Wahlkreis Köln III zu den Bundestagswahlen an.

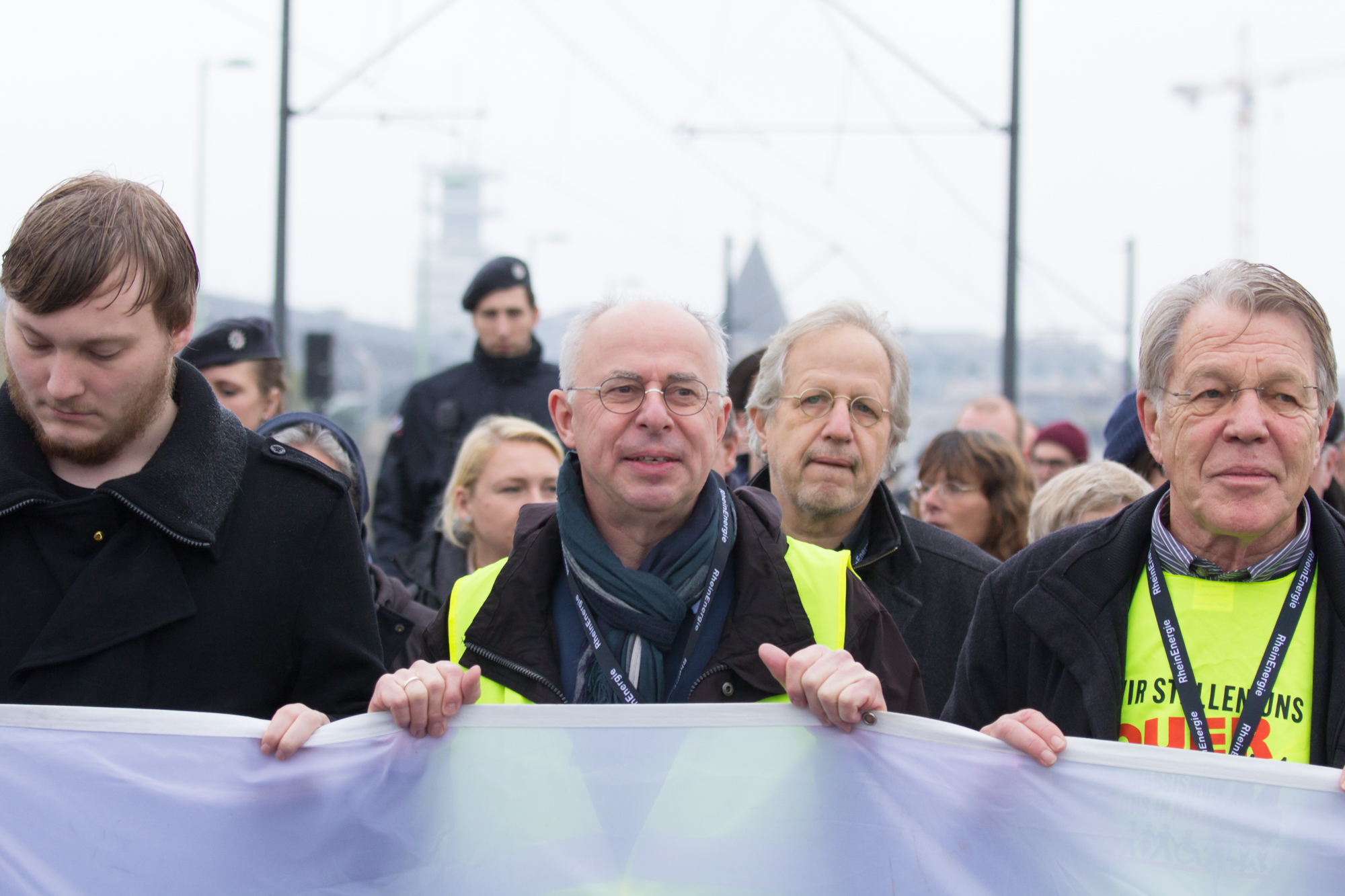
Detjen bei „Köln stellt sich quer“ 2015

2004 bis 2009 war Detjen für seine Partei in der Landschaftsversammlung Rheinland vertreten, seit 2009 ist er Mitglied im Aufsichtsrat der Stadtwerke Köln und seit Juli 2014 Vorsitzender des Rechnungsprüfungsausschusses des Stadtrats.
Bei den Kommunalwahlen in Nordrhein-Westfalen 2020 trat er als Oberbürgermeisterkandidat für seine Partei an.
Detjen engagiert sich als Sprecher des Bündnisses Köln stellt sich quer gegen Rassismus und tritt regelmäßig als Anmelder und Versammlungsleiter von Demonstrationen gegen Rechts auf. Zusammen mit Günter Wallraff und anderen setzt er sich für die Freilassung von Kölnern aus Gefängnishaft in der Türkei ein, unter ihnen Hozan Canê und Adil Demirci.

### Privates
Jörg Detjen ist mit Ulrike Detjen (* 3. August 1952 in Lage, geborene Kirchhof) verheiratet, die ebenfalls für den KBW, den BWK und Die Linke aktiv war.

## Veröffentlichungen
- (Redaktion: Jockel Detjen): Universität Osnabrück – Bestandteil der kapitalistischen Hochschulreform, Osnabrück (Kommunistischer Studentenbund) [1976]
- (für die Redaktion verantwortlich): Roter Tisch: BRD- und DDR-Linke diskutieren über die Verfassung; dokumentiert: Verfassungsentwurf des Runden Tisches für die DDR, Köln: GNN-Verlag 1990 ISBN 3-926922-04-4
- (für die Redaktion verantwortlich): Keine Stimme für Rechts: neofaschistische Kommunalpolitik am Beispiel Köln; Umtriebe und Hetzkampagnen der Deutschen Liga und der Republikaner, hrsg. vom Arbeitskreis Neofaschismus in der VVN-BdA, Köln; Köln: GNN-Verlag 1994 ISBN 3-926922-26-5